# المدبرة (بعدان)

تعديل مصدري - تعديل

المدبرة محلة تابعة لقرية ذي عفور، التابعة لعزلة جرانة بمديرية بعدان إحدى مديريات محافظة إب في الجمهورية اليمنية، بلغ تعداد سكانها 97 حسب تعداد اليمن لعام 2004.